# كهف أولوفيتسا
كهف أولوفيتسا (بالبلغارية: Ухловица)‏ هو كهف عرض بقع في مقاطعة سموليان على سفح جبال رودوب، جنوب بلغاريا، يزور الكهف حوالي 3000 سائح كل عام.
اكتشف الكهف في عام 1967 من قبل ديميتار وجورجي رايتشيف، ويبلغ طوله حوالي 460 مترًا ، منها 330 متر قد استكشفت بشكل كامل، ويقع على أرتفاع 1040 متر فوق مستوى سطح البحر، ويبلغ متوسط درجة الحرارة فيه من 10-11 درجة مئوية، وتوجد العديد من الصواعد والهوابط فيه. ويعد موطنًا للعديد من أنواع الخفافيش.